# Boyz II Men
Boyz II Men är en amerikansk R&B/soul-grupp från Philadelphia, Pennsylvania. Gruppen bildades 1988 som en kvintett, men blev kända som en kvartett, med medlemmarna Wanya Morris, Michael McCary, Shawn Stockman, och Nathan Morris. När de nådde sina största framgångar hade de kontrakt med skivbolaget Motown Records, under 1990-talet.
Boyz II Men medverkade även i ett av avsnitten i Fresh Prince of Bel Air, under Nickys dop när Will försöker få dem att sjunga på dopet som inträffar på julaftonen. De medverkade också i How I Met Your Mother, säsong 9 avsnitt 14, där de spelade låten, gjord för just detta avsnitt, "You just got slapped".
Sett ur ett försäljningsperspektiv, är Boyz II Men en av de mest framgångsrika R&B-grupperna i historien.

## Diskografi
Studioalbum
- 1991 – Cooleyhighharmony
- 1994 – II
- 1997 – Evolution
- 2000 – Nathan Michael Shawn Wanya
- 2002 – Full Circle
- 2004 – Throwback, Vol. 1
- 2006 – The Remedy
- 2007 – Motown: A Journey Through Hitsville USA
- 2009 – Love
- 2011 – Twenty
- 2014 – Collide

Samlingsalbum
- 1993 – Christmas Interpretations
- 1995 – The Remix Collection
- 2000 – The Ballad Collection
- 2001 – Legacy: The Greatest Hits Collection
- 2003 – 20th Century Masters – The Millennium Collection: The Best of Boyz II Men
- 2005 – Winter/Reflections
- 2010 – Covered: Winter

Singlar (urval)
- 1991 – Motownphilly (#3 på Billboard Hot 100 (US), #4 på Billboard Hot R&B/Hip-Hop Songs (US R&B))
- 1991 – It's So Hard to Say Goodbye to Yesterday (US #2, US R&B #1)
- 1991 – Uhh Ahh (US #16, US R&B #1)
- 1992 – Please Don't Go (US #49	, US R&B #8)
- 1992 – End of the Road (US #1, #1 på Billboard Mainstream Top 40 (US Pop), US R&B #1)
- 1993 – In the Still of the Nite (I'll Remember) (US #3, US Pop #2, US R&B #4)
- 1993 – Let It Snow (med Brian McKnight) (US #32	, US R&B #17)
- 1994 – I'll Make Love to You (US #1, US Pop #1, US R&B #1)
- 1994 – On Bended Knee (US #1, US Pop #1, US R&B #2)
- 1995 – Thank You (US #21, US Pop #15, US R&B #17)
- 1995 – Water Runs Dry (US #2, US Pop #2, US R&B #4)
- 1995 – Vibin' (US #56, US R&B #27)
- 1995 – I Remember (US #46, US R&B #30	)
- 1997 – 4 Seasons of Loneliness (US #1, US Pop #9, US R&B #2)
- 1997 – A Song for Mama (US #7, US Pop #32, US R&B #1)
- 1999 – I Will Get There (US #32, US R&B #23)
- 2000 – Pass You By (IS Pop #39, US R&B #27)
- 2000 – Thank You in Advance (US #80, US R&B #40)
- 2002 – The Color of Love (US R&B #51)
- 2002 – Relax Your Mind (med Faith Evans) (US R&B #52)
- 2004 – What You Won't Do for Love (US R&B #60)
- 2008 – Just My Imagination (Running Away with Me) (US R&B #83)
- 2009 – I Can't Make You Love Me (US R&B #75)
- 2011 – More Than You'll Ever Know (med Charlie Wilson) (US R&B #59)
- 2014 – You just got slapped